# Südostdeutsche Fußballmeisterschaft 1929/30

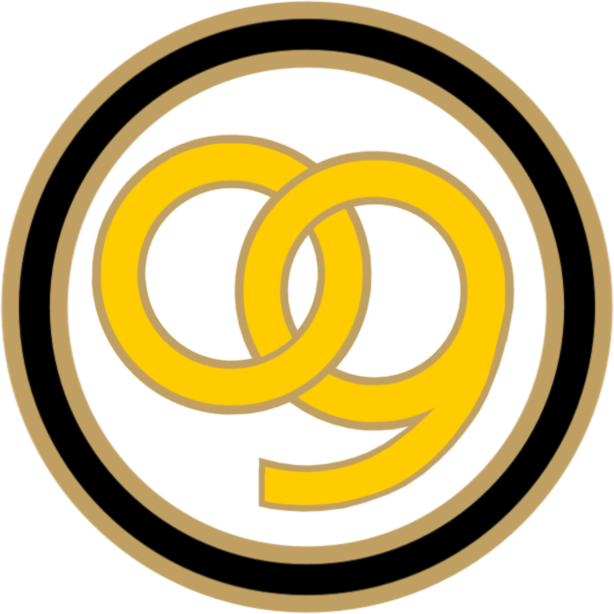
Beuthener SuSV 09 – Südostdeutscher Meister 1930

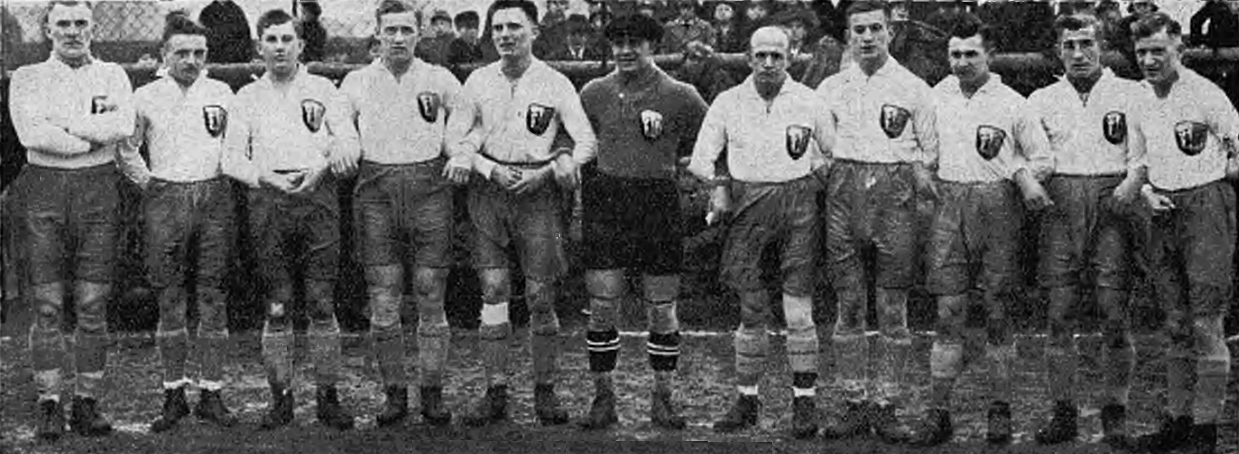
Die Mannschaft des Beuthener SuSV 09 1930. Von links: Palluschinski, Franielczyk, Malik I, Bittner, Strewitzek, Kurpanek I, Urbainski, Pryssok, Nowak, Kurpanek II, MalikII

Die südostdeutsche Fußballmeisterschaft 1929/30 war die neunzehnte Austragung der südostdeutschen Fußballmeisterschaft des Südostdeutschen Fußball-Verbandes (SOFV). Die Meisterschaft gewann zum ersten Mal der Beuthener SuSV 09 nach Punkten im Endrundenturnier und begründete damit seine Dominanz in den folgenden Jahren. Durch den Gewinn dieser Verbandsmeisterschaft qualifizierten sich der Verein für die deutsche Fußballmeisterschaft 1929/30, bei der die Beuthener im Achtelfinale durch eine knappe 2:3-Niederlage an Hertha BSC scheiterte. Die  Vereinigten Breslauer Sportfreunde konnte sich in einem Entscheidungsspiel die Vizemeisterschaft sichern und durfte somit ebenfalls an der deutschen Meisterschaft teilnehmen. Auch die Breslauer schieden bereits im Achtelfinale aus, gegen den 1. FC Nürnberg verlor Breslau deutlich mit 0:7.

## Modus

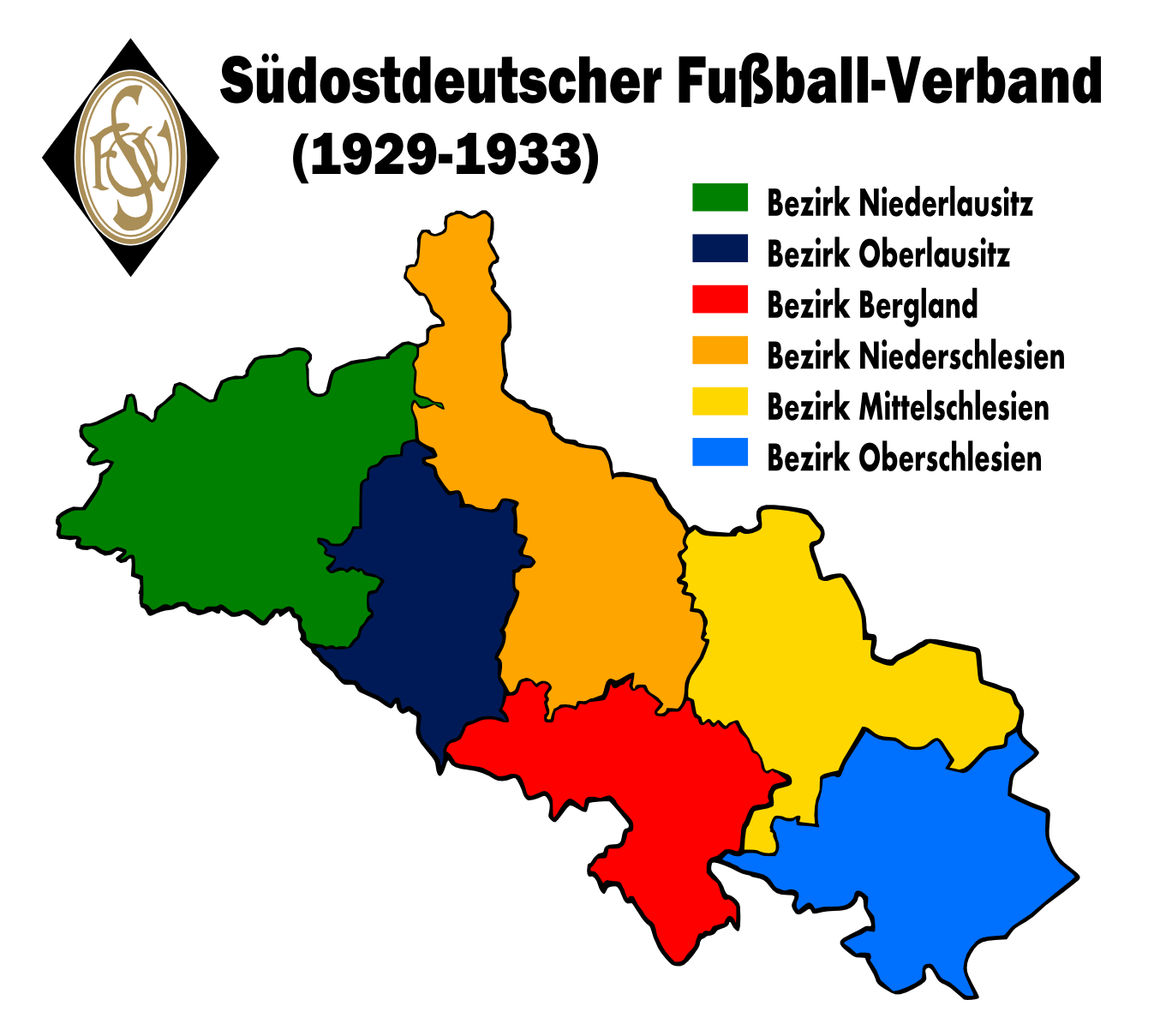
Übersichtskarte der Bezirke des SOFV

Die Fußballmeisterschaft wurde in diesem Jahr erneut in sechs regionalen Meisterschaften ausgespielt, deren jeweilige Meister, sowie Vizemeister, für die Endrunde um die südostdeutsche Meisterschaft qualifiziert waren. Die Bezirksligen Mittelschlesien und Bergland waren in regionale Staffeln unterteilt.
| Bezirk          | Bezirksmeister       | Bezirkseinteilung                                  |
| --------------- | -------------------- | -------------------------------------------------- |
| Niederlausitz   | FC Viktoria Forst    |                                                    |
| Oberlausitz     | Laubaner SV          |                                                    |
| Niederschlesien | VfB Liegnitz         |                                                    |
| Mittelschlesien | Breslauer SC 08      | Breslau, Oels-Namslau, Brieg, Obernigk-Trachenberg |
| Oberschlesien   | SC Preußen Zaborze   |                                                    |
| Bergland        | VfR 1915 Schweidnitz | Ost, West                                          |

## Bezirksliga Niederlausitz
Die Bezirksliga Niederlausitz wurde in einer Gruppe ausgetragen. Der FC Viktoria Forst wurde zum sechsten Mal Niederlausitzer Meister und qualifizierte sich somit für die südostdeutsche Meisterschaftsendrunde. Auch der Cottbuser FV 1898 qualifizierte sich als Vizemeister für die Endrunde in Südostdeutschland.
| Pl. | Verein                 | Sp. | S  | U | N  | Tore    | Quote | Punkte |
| --- | ---------------------- | --- | -- | - | -- | ------- | ----- | ------ |
| 1.  | FC Viktoria Forst      | 14  | 10 | 2 | 2  | 058:180 | 3,22  | 22:60  |
| 2.  | Cottbuser FV 98 (M)    | 14  | 10 | 0 | 4  | 056:290 | 1,93  | 20:80  |
| 3.  | FV Brandenburg Cottbus | 14  | 7  | 2 | 5  | 034:320 | 1,06  | 16:12  |
| 4.  | SC Wacker Ströbitz     | 14  | 5  | 5 | 4  | 034:220 | 1,55  | 15:13  |
| 5.  | FC Askania Forst       | 14  | 6  | 2 | 6  | 042:280 | 1,50  | 14:14  |
| 6.  | FC Deutschland Forst   | 14  | 5  | 3 | 6  | 039:300 | 1,30  | 13:15  |
| 7.  | VfB Weißwasser (N)     | 14  | 5  | 0 | 9  | 020:480 | 0,42  | 10:18  |
| 8.  | SC Union Cottbus       | 14  | 1  | 0 | 13 | 015:910 | 0,16  | 02:26  |

| (M) | Titelverteidiger Bezirk    |
| (N) | Aufsteiger aus der Gauliga |

Aufstiegsrunde:
Qualifiziert waren die Sieger der drei zweitklassigen Gauligen.
| Pl. | Verein                                         | Sp. | S | U | N | Tore    | Quote | Punkte |
| --- | ---------------------------------------------- | --- | - | - | - | ------- | ----- | ------ |
| 1.  | SV Hoyerswerda 19 (Sieger Gauliga Senftenberg) | 4   | 3 | 1 | 0 | 010:500 | 2,00  | 07:10  |
| 2.  | SC Viktoria Cottbus (Sieger Gauliga Cottbus)   | 3   | 1 | 0 | 2 | 010:600 | 1,67  | 02:40  |
| 3.  | SV Amicitia Forst (Sieger Gauliga Forst)       | 3   | 0 | 1 | 2 | 003:120 | 0,25  | 01:50  |

## A-Liga Oberlausitz
Die Bezirksliga Oberlausitz wurde mit folgendem Tabellenstand beendet. Der Laubaner SV wurde zum ersten und einzigen Mal Oberlausitzer Fußballmeister.
| Pl. | Verein                   | Sp. | S  | U | N  | Tore    | Quote | Punkte |
| --- | ------------------------ | --- | -- | - | -- | ------- | ----- | ------ |
| 1.  | Laubaner SV              | 14  | 12 | 0 | 2  | 049:260 | 1,88  | 24:40  |
| 2.  | STC Görlitz              | 14  | 9  | 0 | 5  | 044:200 | 2,20  | 18:10  |
| 3.  | SC Halbau                | 14  | 7  | 3 | 4  | 029:190 | 1,53  | 17:11  |
| 4.  | Gelb-Weiß Görlitz        | 14  | 6  | 1 | 7  | 031:300 | 1,03  | 13:15  |
| 5.  | Sportfreunde Seifersdorf | 14  | 4  | 4 | 6  | 041:480 | 0,85  | 12:16  |
| 6.  | Saganer SV (M)           | 14  | 5  | 2 | 7  | 017:230 | 0,74  | 12:16  |
| 7.  | VfB Sorau                | 14  | 4  | 3 | 7  | 032:490 | 0,65  | 11:17  |
| 8.  | SC Kunzendorf (N)        | 14  | 2  | 1 | 11 | 020:480 | 0,42  | 05:23  |

| (M) | Titelverteidiger Bezirk   |
| (N) | Aufsteiger aus der B-Liga |

## Bezirksliga Niederschlesien
Die Niederschlesische Meisterschaft wurde diese Saison in einer Gruppe ausgespielt, es gewann zum vierten Mal hintereinander der VfB Liegnitz. Erstmals seit dieser Saison war auch der Vizemeister für die südostdeutsche Endrunde qualifiziert, so dass der SC Preußen Glogau ebenfalls an dieser teilnahm.

### Abschlusstabelle
| Pl. | Verein                             | Sp. | S  | U | N  | Tore    | Quote | Punkte |
| --- | ---------------------------------- | --- | -- | - | -- | ------- | ----- | ------ |
| 1.  | VfB Liegnitz (M)                   | 14  | 10 | 3 | 1  | 064:240 | 2,67  | 23:50  |
| 2.  | SC Preußen 1911 Glogau             | 14  | 11 | 0 | 3  | 061:330 | 1,85  | 22:60  |
| 3.  | SpVgg 1896 Liegnitz                | 14  | 8  | 1 | 5  | 045:330 | 1,36  | 17:11  |
| 4.  | FC Blitz Liegnitz                  | 14  | 6  | 4 | 4  | 028:240 | 1,17  | 16:12  |
| 5.  | SC Jauer                           | 14  | 5  | 2 | 7  | 040:420 | 0,95  | 12:16  |
| 6.  | Vereinigte Grünberger Sportfreunde | 14  | 4  | 1 | 9  | 030:360 | 0,83  | 09:19  |
| 7.  | DSC Neusalz                        | 14  | 3  | 1 | 10 | 024:590 | 0,41  | 07:21  |
| 8.  | Vgt. Sportfreunde Preußen Wohlau   | 14  | 3  | 0 | 11 | 023:640 | 0,36  | 06:22  |

| (M) | Titelverteidiger Bezirk |

### Relegationsspiele
Endrunde der 1. Klassen-Meisterschaft
Die Sieger der 1. Kreisklassen trafen in einer Endrunde aufeinander. Der Sieger nahm an den Relegationsspielen gegen den Letztplatzierten der Bezirksliga teil.
| Pl. | Verein                                            | Sp. | S | U | N | Tore    | Quote | Punkte |
| --- | ------------------------------------------------- | --- | - | - | - | ------- | ----- | ------ |
| 1.  | SC Schlesien Haynau (Sieger 1. Klasse Liegnitz)   | 2   | 2 | 0 | 0 | 008:100 | 8,00  | 04:0   |
| 2.  | Glogauer SV 1921 (Sieger 1. Klasse Glogau)        | 2   | 1 | 0 | 1 | 003:500 | 0,60  | 02:20  |
| 3.  | Jugendverein Wohlau-Süd (Sieger 1. Klasse Wohlau) | 2   | 0 | 0 | 2 | 002:700 | 0,29  | 0:40   |

Relegationsspiele:

Das Hinspiel fand am 11. Mai 1930 in Haynau, das Rückspiel am 18. Mai 1930 in Wohlau statt.
|                                         | Gesamt |                                                                | Hinspiel | Rückspiel |
| --------------------------------------- | ------ | -------------------------------------------------------------- | -------- | --------- |
| SC Schlesien Haynau (Sieger 1. Klassen) | 9:2    | Vgt. Sportfreunde Preißen Wohlau (Achtplatzierter Bezirksliga) | 4:1      | 5:1       |

## 1. Klasse Mittelschlesien
Die Mittelschlesische Meisterschaft wurde zuerst in vier Gauen ausgetragen, deren Sieger für die Finalrunde qualifiziert waren. Im Gau Oels-Namslau durfte sowohl der beste Verein aus dem Bereich Oels, als auch der beste Verein aus dem Bereich Namslau an der Finalrunde teilnehmen. Zusätzlich qualifizierten sich der Zweit-, Dritt- und Viertplatzierte des Gaus Breslau, sowie die zweitbeste Mannschaft aus der Region Oels und der Region Namslau innerhalb des Gaus Oels-Namslau für die Runde der Zweitplatzierten, die den zweiten mittelschlesischen Teilnehmer an der südostdeutschen Endrunde ausspielten. Der Breslauer SC 08 wurden zum fünften Mal Mittelschlesischer Meister. Als zweiter Teilnehmer setzten sich die Vereinigten Breslauer Sportfreunde durch.

### A-Liga Breslau
| Pl. | Verein                            | Sp. | S  | U | N  | Tore    | Quote | Punkte |
| --- | --------------------------------- | --- | -- | - | -- | ------- | ----- | ------ |
| 1.  | Breslauer SC 08 (M)               | 14  | 10 | 3 | 1  | 039:170 | 2,29  | 23:50  |
| 2.  | Breslauer FV Stern 06             | 14  | 10 | 1 | 3  | 042:240 | 1,75  | 21:70  |
| 3.  | Vereinigte Breslauer Sportfreunde | 14  | 9  | 2 | 3  | 034:250 | 1,36  | 20:80  |
| 4.  | VfB Breslau                       | 14  | 8  | 1 | 5  | 042:260 | 1,62  | 17:11  |
| 5.  | SC Vorwärts Breslau               | 14  | 4  | 3 | 7  | 025:320 | 0,78  | 11:17  |
| 6.  | Breslauer SpVgg Komet 05          | 14  | 3  | 2 | 9  | 023:330 | 0,70  | 08:20  |
| 7.  | VfR 1897 Breslau                  | 14  | 2  | 3 | 9  | 025:470 | 0,53  | 07:21  |
| 8.  | SC Schlesien Breslau A            | 14  | 2  | 1 | 11 | 020:460 | 0,43  | 05:23  |

| (M) | Titelverteidiger Bezirk |

### Gau Oels-Namslau
Der Bestplatzierte aus der Region Oels und Namslau durften an der Mittelschlesischen Endrunde teilnehmen. Die jeweils zweitbesten Mannschaften aus beiden Regionen waren für Runde der Zweitplatzierten qualifiziert.
| Pl. | Verein                        | Sp. | S  | U | N | Tore    | Quote | Punkte |
| --- | ----------------------------- | --- | -- | - | - | ------- | ----- | ------ |
| 1.  | Reichsbahn SV Schlesien Oels  | 13  | 13 | 0 | 0 | 070:150 | 4,67  | 26:0   |
| 2.  | SC Preußen Festenberg         | 14  | 9  | 1 | 4 | 034:330 | 1,03  | 19:90  |
| 3.  | VfR Oels                      | 14  | 8  | 1 | 5 | 029:260 | 1,12  | 17:11  |
| 4.  | SpVgg 08 Oels                 | 13  | 4  | 4 | 5 | 023:340 | 0,68  | 12:14  |
| 5.  | SSC 1901 Oels                 | 13  | 5  | 1 | 7 | 028:270 | 1,04  | 11:15  |
| 6.  | Sportfreunde Bernstadt        | 14  | 3  | 4 | 7 | 034:460 | 0,74  | 10:18  |
| 7.  | SC Preußen Namslau            | 14  | 2  | 3 | 9 | 021:460 | 0,46  | 07:21  |
| 8.  | Sportfreunde Preußen Konstadt | 13  | 2  | 2 | 9 | 021:330 | 0,64  | 06:20  |

| (N) | Aufsteiger aus der 2. Klasse |

### Gau Brieg
Der Gau Brieg stellte diese Saison nur den Meister für die Endrunde um die Mittelschlesische Meisterschaft, jedoch kein Vizemeister für die Runde der Zweitplatzierten.
| Pl. | Verein                            | Sp. | S | U | N  | Tore    | Quote | Punkte |
| --- | --------------------------------- | --- | - | - | -- | ------- | ----- | ------ |
| 1.  | SC Brega Brieg                    | 12  | 8 | 3 | 1  | 038:140 | 2,71  | 19:50  |
| 2.  | SpVgg SSC Brieg B                 | 11  | 7 | 3 | 1  | 033:120 | 2,75  | 17:50  |
| 3.  | SC Preußen Brieg                  | 10  | 6 | 1 | 3  | 012:140 | 0,86  | 13:70  |
| 4.  | SpVgg Schill Ohlau (N)            | 9   | 5 | 0 | 4  | 012:250 | 0,48  | 10:80  |
| 5.  | Sportfreunde Ohlau                | 10  | 4 | 0 | 6  | 028:290 | 0,97  | 08:12  |
| 6.  | VfB 1921 Löwen (N)                | 8   | 2 | 1 | 5  | 018:320 | 0,56  | 05:11  |
| 7.  | Reichsbahn SV Schlesien Brieg (N) | 12  | 0 | 0 | 12 | 005:200 | 0,25  | 0:24   |

| (N) | Aufsteiger aus der 2. Klasse |

### Gau Obernick-Trachenberg
Es ist nur der Tabellenerste und der Tabellenzweite überliefert. Der Sieger qualifizierte sich für die Mittelschlesische Meisterschaftsendrunde.
| Pl. | Verein         |
| --- | -------------- |
| 1.  | SV Trachenberg |
| 2.  | SC Obernigk    |

### Mittelschlesische Bezirksmeisterschaft
Vorrunde:
| Datum                                                                       |                                                  | Ergebnis | !Ort                                        |             |
| --------------------------------------------------------------------------- | ------------------------------------------------ | -------- | ------------------------------------------- | ----------- |
| 5. Januar 1930                                                              | SV Trachenberg (Sieger Gau Obernick-Trachenberg) | 1:9      | Breslauer SC 08 (Sieger Gau Breslau)        | Trachenberg |
| 5. Januar 1930                                                              | SC Brega Brieg (Sieger Gau Brieg)                | 7:5      | Sportfreunde Bernstadt (Teilnehmer Namslau) | Brieg       |
| Reichsbahn SV Schlesien Oels (Sieger Gau Oels-Namslau) erhielt ein Freilos. |                                                  |          |                                             |             |

Zwischenrunde:
| Datum                                |                              | Ergebnis | !Ort           |      |
| ------------------------------------ | ---------------------------- | -------- | -------------- | ---- |
| 12. Januar 1930                      | Reichsbahn SV Schlesien Oels | 4:1      | SC Brega Brieg | Oels |
| Breslauer SC 08 erhielt ein Freilos. |                              |          |                |      |

Finale:
| Datum           |                 | Ergebnis | !Ort                                     |
| --------------- | --------------- | -------- | ---------------------------------------- |
| 19. Januar 1930 | Breslauer SC 08 | 11:0     | Reichsbahn SV Schlesien Oels \|\|Breslau |

### Endrunde um den 2. Teilnehmer
Um den zweiten Teilnehmer an der südostdeutschen Meisterschaftsendrunde zu ermitteln, entschied sich der Verband, ein extra Turnier auszurichten. Qualifiziert waren der Zweit-, Dritt- und Viertplatzierte der A-Liga Breslau und der Bezirksprovinzpokalsieger.
Endspiel um den Bezirksprovinzpokal:
| Datum             |                       | Ergebnis  |                    | Ort        |
| ----------------- | --------------------- | --------- | ------------------ | ---------- |
| 29. Dezember 1929 | SC Preußen Festenberg | 2:1 n. V. | SC Preußen Namslau | Festenberg |

Vorrunde:
| Datum          |                             | Ergebnis |                       | Ort        |
| -------------- | --------------------------- | -------- | --------------------- | ---------- |
| 5. Januar 1930 | Vgt. Breslauer Sportfreunde | 5:2      | VfB 1898 Breslau      | Breslau    |
| 5. Januar 1930 | SC Preußen Festenberg       | 3:5      | Breslauer FV Stern 06 | Festenberg |

Finale:
| Datum           |                             | Ergebnis |                       | Ort     |
| --------------- | --------------------------- | -------- | --------------------- | ------- |
| 12. Januar 1930 | Vgt. Breslauer Sportfreunde | 2:0      | Breslauer FV Stern 06 | Breslau |

## Bezirksliga Oberschlesien
Die Oberschlesische Meisterschaft wurde in dieser Saison in einer Gruppe ausgetragen. Der SC Preußen Zaborze wurde zum zweiten Mal Oberschlesischer Meister. Vizemeister und somit ebenfalls für die südostdeutsche Endrunde qualifiziert, wurde der Beuthener SuSV 09.
| Pl. | Verein                             | Sp. | S  | U | N  | Tore    | Quote | Punkte |
| --- | ---------------------------------- | --- | -- | - | -- | ------- | ----- | ------ |
| 1.  | SC Preußen Zaborze (SOM)           | 14  | 11 | 2 | 1  | 042:120 | 3,50  | 24:40  |
| 2.  | Beuthener SuSV 09 (M)              | 14  | 9  | 3 | 2  | 052:220 | 2,36  | 21:70  |
| 3.  | SpVgg Vorwärts-Rasensport Gleiwitz | 14  | 9  | 1 | 4  | 043:260 | 1,65  | 19:90  |
| 4.  | SpVgg Deichsel Hindenburg          | 14  | 9  | 1 | 4  | 033:300 | 1,10  | 19:90  |
| 5.  | SV Delbrückschächte Hindenburg     | 14  | 3  | 4 | 7  | 018:430 | 0,42  | 10:18  |
| 6.  | VfB 1910 Gleiwitz                  | 14  | 3  | 2 | 9  | 024:350 | 0,69  | 08:20  |
| 7.  | Vgt. Oppelner Sportfreunde         | 14  | 2  | 3 | 9  | 023:340 | 0,68  | 07:21  |
| 8.  | SV Preußen Ratibor                 | 14  | 2  | 0 | 12 | 015:480 | 0,31  | 04:24  |

| (SOM) | Südostdeutscher Titelverteidiger |
| (M)   | Titelverteidiger Bezirk          |

Relegationsspiele:
Das Hinspiel fand am 23. März 1930, das Rückspiel am 6. April und das Entscheidungsspiel am 27. April statt. Alle Spiele wurden in Ratibor ausgetragen. Es wurden wie damals üblich nur die gewonnenen Spiele gewertet.
|                                                   | Gesamt |                                          | Hinspiel | Rückspiel | 3. Spiel |
| ------------------------------------------------- | ------ | ---------------------------------------- | -------- | --------- | -------- |
| SV Preußen Ratibor (Letztplatzierter Bezirksliga) | 4:4    | SpVgg Ratibor 03 (Sieger 2. Bezirksliga) | 0:1      | 4:2       | 0:1      |

## Bezirksliga Bergland
Die Bezirksliga Bergland wurde in zwei Gruppen ausgespielt. Bezirksmeister wurde der VfR 1915 Schweidnitz, Vizemeister und damit seit dieser Saison ebenfalls für die Meisterschaftsendrunde qualifiziert wurde der SV Preußen Schweidnitz.

### Bergland Ostkreis
| Pl. | Verein                             | Sp. | S | U | N | Tore    | Quote | Punkte |
| --- | ---------------------------------- | --- | - | - | - | ------- | ----- | ------ |
| 1.  | VfR 1915 Schweidnitz               | 10  | 8 | 1 | 1 | 023:800 | 2,88  | 17:30  |
| 2.  | Vereinigte Strehlener Sportfreunde | 10  | 5 | 2 | 3 | 022:240 | 0,92  | 12:80  |
| 3.  | RSV Hertha Münsterberg             | 10  | 6 | 0 | 4 | 019:210 | 0,90  | 12:80  |
| 4.  | VfB Langenbielau                   | 10  | 5 | 0 | 5 | 015:180 | 0,83  | 10:10  |
| 5.  | SpVgg 1908 Reichenbach             | 10  | 3 | 1 | 6 | 013:210 | 0,62  | 07:13  |
| 6.  | SV Preußen Glatz                   | 10  | 1 | 0 | 9 | 021:210 | 1,00  | 02:18  |

### Bergland Westkreis
| Pl. | Verein                                  | Sp. | S | U | N | Tore    | Quote | Punkte |
| --- | --------------------------------------- | --- | - | - | - | ------- | ----- | ------ |
| 1.  | SV Preußen Schweidnitz                  | 10  | 6 | 2 | 2 | 020:140 | 1,43  | 14:60  |
| 2.  | Waldenburger SV 09                      | 10  | 5 | 1 | 4 | 029:170 | 1,71  | 11:90  |
| 3.  | SV Preußen Waldenburg-Altwasser         | 10  | 4 | 3 | 3 | 032:280 | 1,14  | 11:90  |
| 4.  | SV Silesia Freiburg (M)                 | 10  | 5 | 1 | 4 | 027:250 | 1,08  | 11:90  |
| 5.  | STC Hirschberg                          | 10  | 3 | 1 | 6 | 020:270 | 0,74  | 07:13  |
| 6.  | Schweidnitzer FV Manfred von Richthofen | 10  | 2 | 2 | 6 | 017:340 | 0,50  | 06:14  |

| (M) | Titelverteidiger Bezirk |

### Entscheidungsspiele Abstieg
Spiel um Klassenerhalt:
Das Hinspiel fand am 8. Dezember 1929 in Schweidnitz, das Rückspiel am 15. Dezember 1929 in Glatz statt.
|                                                              | Gesamt  |                                              | Hinspiel | Rückspiel |
| ------------------------------------------------------------ | ------- | -------------------------------------------- | -------- | --------- |
| Schweidnitzer FV M.v.Richthofen (Letztplatzierter Westkreis) | C 1:3 C | SV Preußen Glatz (Letztplatzierter Ostkreis) | 1:3      | 0:0       |

Relegationsspiele:
Das Hinspiel fand am 16. Februar 1930 in Saarau, das Rückspiel am 2. März 1930 in Glatz statt.
|                                            | Gesamt |                                            | Hinspiel | Rückspiel |
| ------------------------------------------ | ------ | ------------------------------------------ | -------- | --------- |
| SV Saarau (Sieger 1.Klassen-Meisterschaft) | 1:9    | SV Preußen Glatz (Verlierer Abstiegsspiel) | 0:5      | 1:4       |

### Bezirksmeisterschaft Bergland
Das Hinspiel fand am 15. Dezember 1929, das Rückspiel am 22. Dezember 1929 und das Entscheidungsspiel am 5. Januar 1930 statt. Alle Spiele wurden in Schweidnitz ausgetragen.
|                                         | Gesamt |                                          | Hinspiel | Rückspiel | 3. Spiel |
| --------------------------------------- | ------ | ---------------------------------------- | -------- | --------- | -------- |
| VfR 1915 Schweidnitz (Sieger Westkreis) | 10:30  | SV Preußen Schweidnitz (Sieger Ostkreis) | 7:1      | 0:2       | 3:0      |

## Südostdeutsche Fußballendrunde
Die Endrunde um die südostdeutsche Fußballmeisterschaft wurde in der Saison 1929/30 im Rundenturnier ausgespielt. Die Einteilung in die zwei Gruppen erfolgte nicht wie im letzten Jahr über K.-o.-Spiele, sondern wurden durch den SOFV bestimmt. Die Mannschaften der drei spielstärksten Bezirke Niederlausitz, Mittelschlesien und Oberschlesien kamen in die Finalgruppe und konnten den südostdeutschen Fußballmeister ausspielen. Die Mannschaften der restlichen Bezirke spielten in einer extra Gruppe den Teilnehmer für das Spiel um die Vizemeisterschaft aus. Durch dieses System war es Mannschaften aus den Bezirken Bergland, Niederschlesien und der Oberlausitz ab der Saison 1929/30 nicht mehr möglich, die südostdeutsche Fußballmeisterschaft zu gewinnen. Die einzige Chance zur Teilnahme an der deutschen Fußballmeisterschaft war der mögliche Gewinn der Vizemeisterschaft.

### Finalstaffel
| Pl. | Verein                                                            | Sp. | S | U | N | Tore    | Quote | Punkte |
| --- | ----------------------------------------------------------------- | --- | - | - | - | ------- | ----- | ------ |
| 1.  | Beuthener SuSV 09 (Vizemeister Bezirk Oberschlesien)              | 10  | 7 | 2 | 1 | 035:900 | 3,89  | 16:40  |
| 2.  | Vereinigte Breslauer Sportfreunde (2. Teilnehmer Mittelschlesien) | 10  | 5 | 2 | 3 | 013:190 | 0,68  | 12:80  |
| 3.  | SC Preußen Zaborze (SOM) (Sieger Bezirk Oberschlesien)            | 10  | 5 | 1 | 4 | 018:160 | 1,13  | 11:90  |
| 4.  | FC Viktoria Forst (Sieger Bezirk Niederlausitz)                   | 10  | 4 | 0 | 6 | 021:220 | 0,95  | 08:12  |
| 5.  | Breslauer SC 08 (Sieger Bezirk Mittelschlesien)                   | 10  | 2 | 3 | 5 | 017:220 | 0,77  | 07:13  |
| 6.  | Cottbuser FV 1898 (Vizemeister Niederlausitz)                     | 10  | 2 | 2 | 6 | 011:270 | 0,41  | 06:14  |

| (SOM) | südostdeutscher Titelverteidiger |

### Staffel B
| Pl. | Verein                                                      | Sp. | S | U | N | Tore    | Quote | Punkte |
| --- | ----------------------------------------------------------- | --- | - | - | - | ------- | ----- | ------ |
| 1.  | STC Görlitz (Vizemeister Bezirk Oberlausitz)                | 10  | 7 | 2 | 1 | 028:800 | 3,50  | 16:40  |
| 2.  | VfB Liegnitz (Sieger Bezirk Niederschlesien)                | 10  | 7 | 1 | 2 | 039:160 | 2,44  | 15:50  |
| 3.  | SC Preußen 1911 Glogau (Vizemeister Bezirk Niederschlesien) | 10  | 5 | 1 | 4 | 025:210 | 1,19  | 11:90  |
| 4.  | VfR 1915 Schweidnitz (Sieger Bezirk Bergland)               | 10  | 4 | 0 | 6 | 023:340 | 0,68  | 08:12  |
| 5.  | Laubaner SV (Sieger Bezirk Oberlausitz)                     | 10  | 2 | 1 | 7 | 019:310 | 0,61  | 05:15  |
| 6.  | SV Preußen Schweidnitz (Vizemeister Bezirk Bergland)        | 10  | 2 | 1 | 7 | 010:340 | 0,29  | 05:15  |

### Entscheidungsspiel Vizemeister
Das Hinspiel fand am 13. April 1930 in Görlitz, das Rückspiel am 27. April 1930 in Breslau statt.
|             | Gesamt |                             | Hinspiel | Rückspiel |
| ----------- | ------ | --------------------------- | -------- | --------- |
| STC Görlitz | 2:3    | Vgt. Breslauer Sportfreunde | 1:2      | 1:1       |